# Église Saint-Laurent de Clermont-Ferrand
L'église Saint-Laurent de Clermont-Ferrand est une église française à Clermont-Ferrand, dans le Puy-de-Dôme. Elle est classée monument historique depuis le 31 décembre 1976.